# 在モンゴル日本国大使館
在モンゴル日本国大使館（モンゴル語: Япон улсаас Монгол улсад суугаа Элчин сайдын яам、英語: Embassy of Japan in Mongolia）は、モンゴル国の首都ウランバートルにある日本の大使館。

## 沿革
- 1972年2月、日本とモンゴル人民共和国の間で外交関係が樹立される[2]
- 1972年8月、ウランバートルに在モンゴル日本国大使館が開設される[3]

## 組織
- 大使
- 総括
- 総務・政務班
- 経済・開発協力班
- 広報・文化班
- 領事・警備班
- 官房班[4]

## 住所

### 所在地
| 日本語     | 14210 ウランバートル市大使館通り10         |
| モンゴル語 | Улаанбаатар хот 14210, Элчингийн гудамж 10 |
| 英語       | Elchingiin gudamj 10, Ulaanbaatar 14210    |

### 私書箱
| 日本語     | 14210 ウランバートル市 中央郵便局私書箱1011 |
| モンゴル語 | Улаанбаатар хот 14210, Төв шуудан ш/х 1011  |
| 英語       | Central P.O. BOX 1011, Ulaanbaatar 14210    |